# Sušine
Sušine su mjesto u Osječko-baranjskoj županiji. 

## Upravna organizacija
Upravnom su organizacijom u sastavu općine Đurđenovca.

## Promet
Nalaze se sjeverno od željezničke prometnice Virovitica- Našice.

## Stanovništvo
| broj stanovnika | 171   | 177   | 173   | 262   | 249   | 404   | 359   | 468   | 362   | 405   | 440   | 476   | 416   | 372   | 374   | 278   | 202   |
|                 | 1857. | 1869. | 1880. | 1890. | 1900. | 1910. | 1921. | 1931. | 1948. | 1953. | 1961. | 1971. | 1981. | 1991. | 2001. | 2011. | 2021. |

## Vanjske poveznice
- http://www.djurdjenovac.hr/